# 维勒马涅
维莱马尼（法語：Villemagne，法語發音：[vilmaɲ] ⓘ）是法国奥德省的一个市镇，属于卡尔卡松区。

## 地理
维勒马涅（43°21'30"N, 2°6'41"E）面积10.69 平方千米，位于法国奧克西塔尼大區奥德省，该省份为法国南部沿海省份，北起塔恩省，西北接上加龙省，西接阿列日省，南至东比利牛斯省，东临地中海，东北与埃罗省接壤。
与维勒马涅接壤的市镇（或旧市镇、城区）包括：塞讷莫内斯蒂耶、赛萨克、洛拉盖地区凡尔登、维莱斯皮、莱卡马兹。
维勒马涅的时区为UTC+01:00、UTC+02:00（夏令时）。

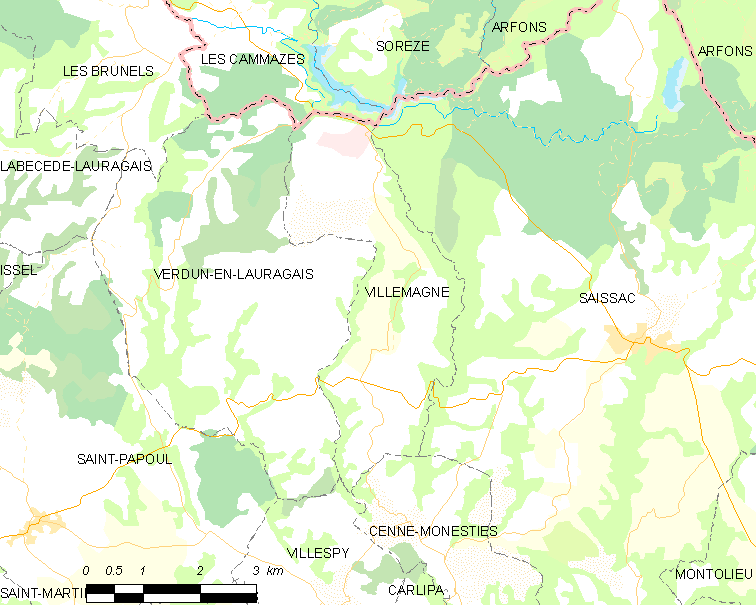
维勒马涅的OSM定位图

## 行政
维勒马涅的邮政编码为11310，INSEE市镇编码为11428。

## 政治
维勒马涅所属的省级选区为努瓦尔山区拉马勒佩尔县。

## 人口

1962-2008年间维勒马涅人口变化图示

维勒马涅于2022年1月1日时的人口数量为242人。